# Срібні руди

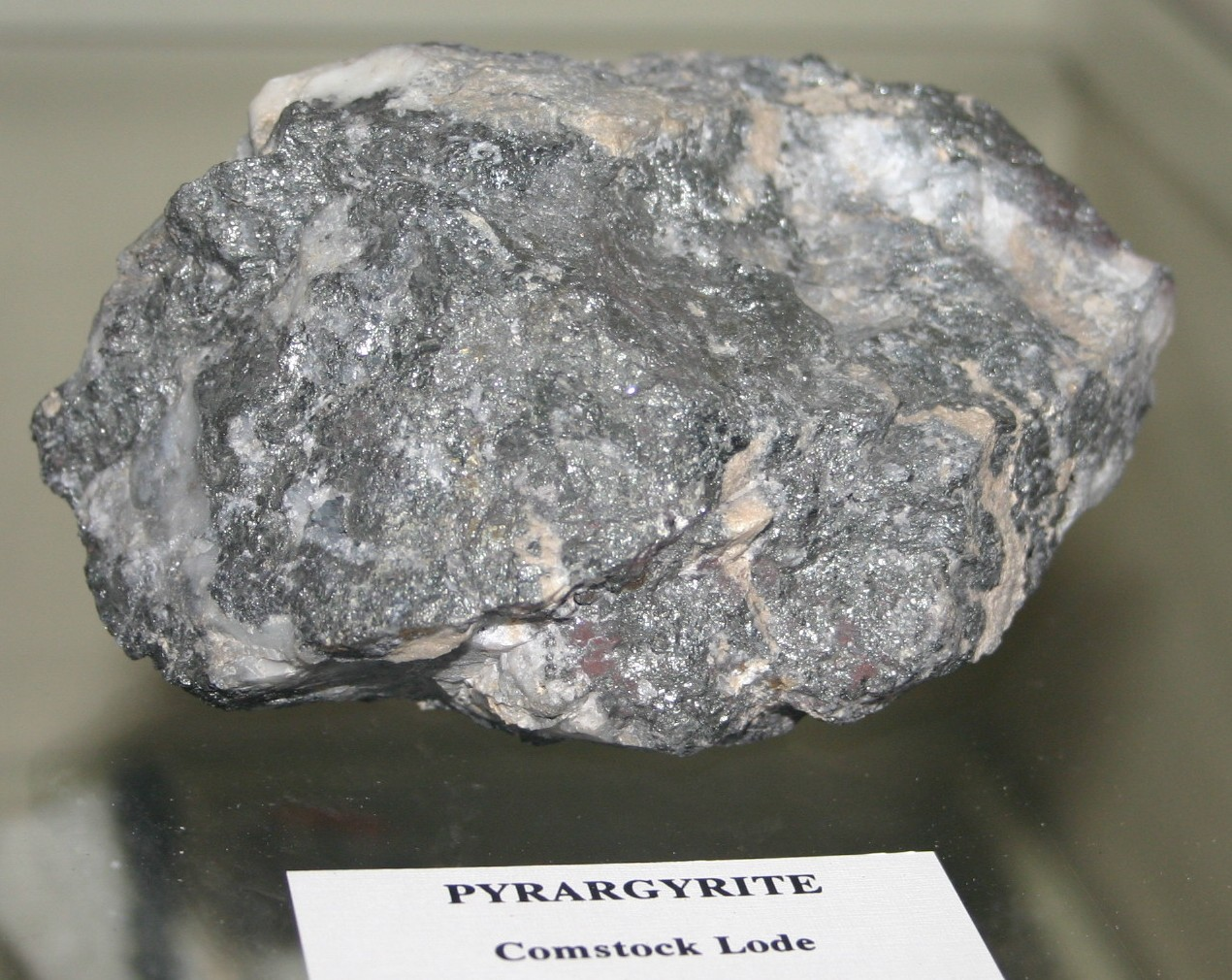
Піраргіритова срібна руда. Storey Co., Невада, США.

Срібні руди (рос. серебряные руды, англ. silver ores, нім. Silbererze n pl) — природні мінеральні утворення, що використовуються для промислового видобування срібла.

## Загальний опис
За Плінієм, Геродотом, Гомером, срібло — дуже старовинний метал, відомий з 1500 р. до н. е. На території Середньої Азії, Закавказзя і в Карпатах воно добувалося вже в VIII—IX ст. У 1678 р. були відкриті Нерчинські рудники в Забайкаллі, а в 1730 р. Коливанські рудники на Алтаї.
Відомо близько 60 срібних і срібловмістких мінералів. Найважливішими з них є (вказується вміст срібла у %):
- самородне срібло — 80–100 %
- аргентит — 87,1 %
- полібазит — 62,1–84,9 %.
- прустит — 65,4 %
- піраргірит — 59,8 %

Найбільш типовий мінерал — срібло самородне і його різновиди: електрум і кюстеліт — містить домішки: золото до 10 %, мідь 6-7 %, залізо до 1 %, іноді стибій, бісмут, ртуть. Він відомий як в гіпогенних, так і в гіпергенних рудах в формі неправильних виділень, плівок, шнурків, дендритових зростків розміром від субмікроскопічних до самородків масою в 20 т. Середній вміст Ag в руді 60-200 г/т. Промислові родовища — від 100 г/т.
Серед родовищ виділяють: власне срібні родовища, в яких вміст срібла перевищує 50 % цінного компонента, і комплексні. Родовища власне С.р. трапляються рідко. В основному срібло вилучають попутно з поліметалевих та мідних руд. Останні забезпечують бл. 75-80 % видобутку срібла. При цьому до 50 % срібла одержують попутно з свинцево-цинкових руд, бл. 15 % — з мідних руд, до 10 % — із золотих; 25-30 % видобутку припадає на власне С.р. Мінімальний вміст срібла у промислових С.р. становить 0,04-0,05 %.
Загальні світові запаси бл. 1 млн.т, підтверджені — бл. 600 тис. т. Світові ресурси срібла оцінюються в 1,3-1,4 млн т. При цьому основна маса підтверджених запасів зосереджена в Польщі, США, Канаді, Мексиці, Перу, Австралії.
Головні срібловидобувні та виробні країни: Австралія, Японія, США, Бельгія, Канада, Мексика, Перу, ПАР, Швеція, Чилі. Видобуток С.р. здійснюється переважно підземним способом.

## Окремі типи срібних руд і родовищ
Основна маса срібла перебуває в розсіяному стані в срібловмісних родовищах, в яких зосереджено близько 90 % загальносвітових запасів. Найбільш значні серед них — гідротермальні плутоногенні і (особливо) вулканогенні золото-срібні родовища, що містять срібла від декількох до 500 г/т і більше (наприклад, вулканогенно-осадове родовище Ватерлоо, США). Значними є свинцево-цинк-срібні родовища, що містять срібла від 10 до 2000 г/т (Мексика, Австралія). Колчеданно-поліметалічні родовища містять 100—350 г/т срібла. Скарнові поліметалічні руди (Санта Евлалія, Мексика) містять від 10 до 850 г/т срібла. У рудах мідно-порфірових родовищ знаходиться від 0,5 до 85 г/т срібла, в мідистих сланцях 0,5 250 г/т.
Серед власне срібних родовищ відмічаються досить рідкісні плутоногенні утворення, але основна їх маса належить до вулканогенних гідротермальних родовищ. Будучи зосереджені у вулканічних поясах, вони тяжіють до поперечних розломів, ґрабенів основи, стиків вулканічних піднять і компенсаційних прогинів. Рудні тіла цих родовищ часто приурочені до специфічних вулканічних структур — жерл вулканів, конічних, кільцевих і радіальних тріщин. За складом асоційованих металів серед вулканогенних гідротермальних родовищ срібла виділяють такі головні рудні формації: срібло-золота, срібло-сульфідна, срібло-олов'яна і срібло-арсенідна.
Родовища срібло-золотої формації поширені серед аналогічних золотих і золото-срібних родовищ, відрізняючись помітним переважанням срібла над золотом. Оскільки золото в 35 раз дорожче за срібло, до срібло-золотих потрібно відносити тільки ті з них, в яких відношення Ag: Au більше за 35-40. Прикладами родовищ срібло-золотої формації можуть служити Пачука, Гуанохуата і інш. (Мексика), Тонопа, Комсток і інш. (США), Кономоі, Тітосі і інш. (Японія), Хаканджа (Росія), Паскуа-Лама (на кордоні Чилі та Аргентини).
Родовища срібло-олов'яної формації відомі в олов'яному поясі Болівії, серед яких найбільшим є Потосі. Там рудні жили зосереджені навколо штоку порфірів, але розповсюджуються у вулканічні породи, що прориваються ним, і проникають у піщано-сланцеві породи палеозойської основи. На площі не більше за 1 км2 зосереджена система рудних жил, що формують одне з найбагатших родовищ світу. Рудні тіла утворюють окремі жили, жильний пучок і лінійні зони прожилків. Довжина їх — від декількох десятків до 350 м, потужність від 2 см до 1 м. Вони простежуються до глибини 875 м, але багаті руди встановлені до глибини 350 м. З надр Потосі з 1544 р. видобуто понад 35 тис. т срібла. Вміст срібла в рудах становив від 300 до 3000 г/т, середній вміст олова 4 %.
Серед гідротермальних родовищ арсенідів нікелю й кобальту, місцями асоційованих з ураном і бісмутом, відомі такі, в рудах яких найбільше значення має срібло. До них належать Кобальт і Гоуганда в Канаді. З часу відкриття родовища Кобальт у 1903 р. на ньому видобуто понад 20 тис. т срібла. Вміст срібла в деяких жилах досягав 5 %, кобальту — 8 %, нікелю — 14 %.

## Срібні руди в Україні
В Україні згідно даних «Геоінформ» (1998) промислові запаси срібла були на двох золоторудних родовищах — Мужіївському (Закарпатська западина) та Бобриківському (Нагольний кряж). Водночас Д. С. Гурський та ін. (2005) виділяють три срібні провінції в Україні: Карпато-Добруджинсько-Кримську, Українського щита та Дніпрово-Донецьку. Власне срібних родовищ в Україні зафіксовано тільки два: Квасівське (Закарпаття) та Журавське (Донбас)[джерело?].